# ジヴェルニー印象派美術館
ジヴェルニー印象派美術館(Musée des impressionnismes Giverny)は、フランスのジヴェルニーにある美術館である

## 沿革
ジヴェルニー印象派美術館の前身は、テラ・アメリカン・アート財団によるジヴェルニー・アメリカン・アート美術館である。テラ財団がパリに拠点を移すことになり、ジヴェルニー・アメリカン・アート美術館はジヴェルニー印象派美術館として生まれ変わった。美術館の建物は1992年に完成したものである。庭園も整備されている